# Nhân bản hữu tính
Khái niệm nhân bản hữu tính dùng để chỉ việc cá thể con sinh ra trong quá trình sinh sản hữu tính có bộ gen giống hệt cá thể cha hoặc mẹ. Hoặc việc các cá thể con của trong một thế hệ có cùng một bộ gen  (vd: song sinh cùng trứng)

## Oedipus vượt thời gian
Một ví dụ về nhân bản hữu tính trong khoa học giả tưởng là Oedipus vượt thời gian: Giả sử Oedipus sinh năm 1980, khi lớn lên, anh thực hiện một cuộc du hành thời gian trở về quá khứ năm 1979. Ở đây Oedipus gặp mẹ anh, Jocasta, và cưới nàng, họ sinh một đứa con năm 1980. Nếu điều đó xảy ra, đứa trẻ cũng chính là anh ta.
Khác với nghịch lý ông nội chỉ ra mâu thuẫn trong việc du hành vượt thời gian, ví dụ trên là minh họa cho các vòng kín trong thời gian.